# Lista de canções número um na Brasil Hot Pop Songs em 2011

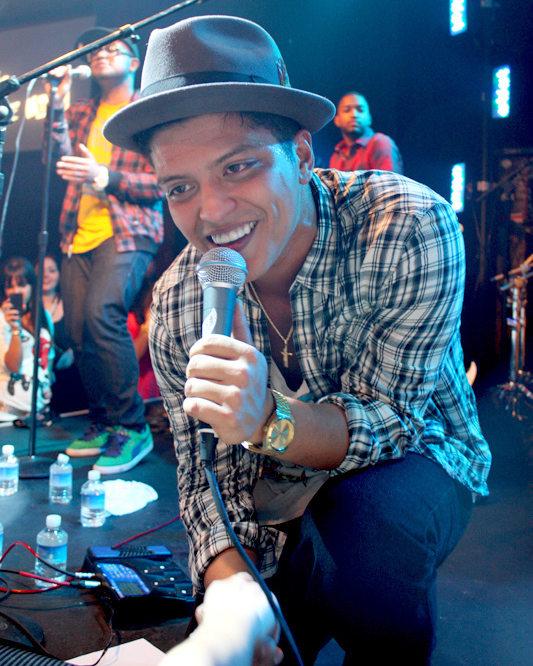
O estadunidense Bruno Mars foi quem ficou por mais tempo no topo da tabela em 2011, totalizando cinco meses no primeiro lugar com "Talking to the Moon", que também ficou no número um da lista principal da Billboard Brasil, a Brasil Hot 100 Airplay.

Este anexo contém a lista de canções que atingiram o número um da tabela musical Brasil Hot Pop Songs em 2011. A lista é publicada mensalmente pela revista Billboard Brasil, que divulga as quarenta faixas mais executadas nas estações de rádios do Brasil a partir de dados recolhidos pela empresa Crowley Broadcast Analysis. As músicas, de repetório nacional e internacional, são avaliadas através da grade de segmento pop da companhia supracitada, que compreendia até então as cidades de São Paulo, Rio de Janeiro, Campinas, Ribeirão Preto, Brasília, Belo Horizonte, Curitiba, Porto Alegre, Recife, Salvador, Florianópolis e Fortaleza, além da região do Vale do Paraíba.
Em 2011, um conjunto de seis artistas, sendo todos internacionais e oriundos dos Estados Unidos, e cinco canções alcançaram o primeiro lugar do periódico musical. O grupo The Black Eyed Peas começou o percurso no topo da tabela com "The Time (Dirty Bit)", permanecendo nele de janeiro a março. A cantora Katy Perry ficou no número um com "Firework" no mês de abril. Em maio, foi a vez de Jennifer Lopez com "On the Floor", que conta com a participação do rapper Pitbull. Bruno Mars foi o músico que mais perdurou na liderança, atingindo o auge da classificação durante cinco meses: de junho a outubro com "Talking to the Moon", que também atingiu sucesso na colocação mais alta da parada principal da Billboard Brasil, a Brasil Hot 100 Airplay. No último bimestre daquele ano, Katy Perry novamente ficou no pico da Brasil Hot Pop Songs com "Last Friday Night (T.G.I.F.)" (que, igual à "Firework", é do seu terceiro álbum de estúdio, Teenage Dream), completando a trajetória de faixas mais executadas na lista.

## Histórico
| Mês             | Canção                         | Artista(s)                 | Melhor posição na Brasil Hot 100 Airplay | Ref.  |
| --------------- | ------------------------------ | -------------------------- | ---------------------------------------- | ----- |
| 1 de Janeiro    | "The Time (Dirty Bit)"         | The Black Eyed Peas        | 6                                        | [ 3 ] |
| 7 de Janeiro    | "The Time (Dirty Bit)"         | The Black Eyed Peas        | 6                                        | [ 3 ] |
| 14 de Janeiro   | "The Time (Dirty Bit)"         | The Black Eyed Peas        | 6                                        | [ 3 ] |
| 21 de Janeiro   | "The Time (Dirty Bit)"         | The Black Eyed Peas        | 6                                        | [ 3 ] |
| 28 de Janeiro   | "The Time (Dirty Bit)"         | The Black Eyed Peas        | 6                                        | [ 3 ] |
| 4 de Fevereiro  | "The Time (Dirty Bit)"         | The Black Eyed Peas        | 6                                        | [ 3 ] |
| 11 de Fevereiro | "The Time (Dirty Bit)"         | The Black Eyed Peas        | 6                                        | [ 3 ] |
| 18 de Fevereiro | "The Time (Dirty Bit)"         | The Black Eyed Peas        | 6                                        | [ 3 ] |
| 25 de Fevereiro | "The Time (Dirty Bit)"         | The Black Eyed Peas        | 6                                        | [ 3 ] |
| 4 de Março      | "The Time (Dirty Bit)"         | The Black Eyed Peas        | 6                                        | [ 3 ] |
| 11 de Março     | "The Time (Dirty Bit)"         | The Black Eyed Peas        | 6                                        | [ 3 ] |
| 18 de Março     | "The Time (Dirty Bit)"         | The Black Eyed Peas        | 6                                        | [ 3 ] |
| 25 de Março     | "The Time (Dirty Bit)"         | The Black Eyed Peas        | 6                                        | [ 3 ] |
| 1 de Abril      | "Firework"                     | Katy Perry                 | 9                                        | [ 1 ] |
| 8 de Abril      | "Firework"                     | Katy Perry                 | 9                                        | [ 1 ] |
| 15 de Abril     | "Firework"                     | Katy Perry                 | 9                                        | [ 1 ] |
| 22 de Abril     | "Firework"                     | Katy Perry                 | 9                                        | [ 1 ] |
| 29 de Abril     | "Firework"                     | Katy Perry                 | 9                                        | [ 1 ] |
| 6 de Maio       | "On The Floor"                 | Jennifer Lopez com Pitbull | 12                                       | [ 2 ] |
| 13 de Maio      | "On The Floor"                 | Jennifer Lopez com Pitbull | 12                                       | [ 2 ] |
| 20 de Maio      | "On The Floor"                 | Jennifer Lopez com Pitbull | 12                                       | [ 2 ] |
| 27 de Maio      | "On The Floor"                 | Jennifer Lopez com Pitbull | 12                                       | [ 2 ] |
| 3 de Junho      | "Talking to the Moon"          | Bruno Mars                 | 1                                        |       |
| 10 de Junho     | "Talking to the Moon"          | Bruno Mars                 | 1                                        |       |
| 17 de Junho     | "Talking to the Moon"          | Bruno Mars                 | 1                                        |       |
| 24 de Junho     | "Talking to the Moon"          | Bruno Mars                 | 1                                        |       |
| 1 de Julho      | "Talking to the Moon"          | Bruno Mars                 | 1                                        |       |
| 7 de Julho      | "Talking to the Moon"          | Bruno Mars                 | 1                                        |       |
| 14 de Julho     | "Talking to the Moon"          | Bruno Mars                 | 1                                        |       |
| 21 de Julho     | "Talking to the Moon"          | Bruno Mars                 | 1                                        |       |
| 28 de Julho     | "Talking to the Moon"          | Bruno Mars                 | 1                                        |       |
| 4 de Agosto     | "Talking to the Moon"          | Bruno Mars                 | 1                                        |       |
| 11 de Agosto    | "Talking to the Moon"          | Bruno Mars                 | 1                                        |       |
| 18 de Agosto    | "Talking to the Moon"          | Bruno Mars                 | 1                                        |       |
| 25 de Agosto    | "Talking to the Moon"          | Bruno Mars                 | 1                                        |       |
| 2 de Setembro   | "Talking to the Moon"          | Bruno Mars                 | 1                                        |       |
| 9 de Setembro   | "Talking to the Moon"          | Bruno Mars                 | 1                                        |       |
| 16 de Setembro  | "Talking to the Moon"          | Bruno Mars                 | 1                                        |       |
| 23 de Setembro  | "Talking to the Moon"          | Bruno Mars                 | 1                                        |       |
| 30 de Setembro  | "Talking to the Moon"          | Bruno Mars                 | 1                                        |       |
| 6 de Outubro    | "Talking to the Moon"          | Bruno Mars                 | 1                                        |       |
| 13 de Outubro   | "Talking to the Moon"          | Bruno Mars                 | 1                                        |       |
| 20 de Outubro   | "Talking to the Moon"          | Bruno Mars                 | 1                                        |       |
| 27 de Outubro   | "Talking to the Moon"          | Bruno Mars                 | 1                                        |       |
| 4 de Novembro   | "Last Friday Night (T.G.I.F.)" | Katy Perry                 | 15                                       | [ 4 ] |
| 11 de Novembro  | "Last Friday Night (T.G.I.F.)" | Katy Perry                 | 15                                       | [ 4 ] |
| 18 de Novembro  | "Last Friday Night (T.G.I.F.)" | Katy Perry                 | 15                                       | [ 4 ] |
| 25 de Novembro  | "Last Friday Night (T.G.I.F.)" | Katy Perry                 | 15                                       | [ 4 ] |
| 1 de Dezembro   | "Last Friday Night (T.G.I.F.)" | Katy Perry                 | 15                                       | [ 4 ] |
| 8 de Dezembro   | "Last Friday Night (T.G.I.F.)" | Katy Perry                 | 15                                       | [ 4 ] |
| 15 de Dezembro  | "Last Friday Night (T.G.I.F.)" | Katy Perry                 | 15                                       | [ 4 ] |
| 22 de Dezembro  | "Last Friday Night (T.G.I.F.)" | Katy Perry                 | 15                                       | [ 4 ] |
| 29 de Dezembro  | "Last Friday Night (T.G.I.F.)" | Katy Perry                 | 15                                       | [ 4 ] |